# Sanaa Hamri
Sanaa Hamri (in arabo سناء حمري; Tangeri, 15 novembre 1974) è una regista marocchina naturalizzata statunitense.

## Biografia
Nata a Tangeri, suo padre era il pittore e scrittore Mohammed Hamri. Ha studiato teatro a New York, mentre si è laureata nel 1996. Dopo aver provato a fare l'attrice, si è concentrata sulla regia, iniziando l'attività nel 2000 come regista di video musicali, avvicinandosi quindi al mondo della musica. Uno dei primi videoclip da lei diretti è quello del brano Thank God I Found You di Mariah Carey. Da quel momento non si è più fermata, collaborando anche con Jay-Z, Destiny's Child, India.Arie, Prince, Mary J. Blige, Joss Stone e Nicki Minaj. Al suo attivo ci sono anche diversi film per il cinema, il primo dei quali è Something New (2006), e per la televisione.

## Filmografia

### Regista

#### Cinema
- Something New (2006)
- 4 amiche e un paio di jeans 2 (The Sisterhood of the Travelling Pants 2 (2008)
- Rimbalzi d'amore (Just Wright) (2010)

#### Televisione
- Shameless – serie TV, 4 episodi (2011-2015)
- 90210 – serie TV, episodi 4x21-5x05 (2012)
- Nashville – serie TV, episodi 1x10-1x17 (2012)
- Elementary – serie TV, 4 episodi (2013-2014)
- Glee – serie TV, episodio 5x14 (2014)
- Rectify – serie TV, episodio 2x07 (2014)
- Empire – serie TV, 19 episodi (2015-2019)
- 9-1-1: Lone Star – serie TV, episodi 2x04-2x05-2x13 (2021)
- American Horror Stories – serie TV, episodio 1x05 (2021)
- La Ruota del Tempo (The Wheel of Time) – serie TV, 5 episodi (2023)
- Gen V - serie TV, episodio 1x08 (2023)
- Il Signore degli Anelli - Gli Anelli del Potere (The Lord of the Rings: The Rings of Power) – serie TV, episodi 2x04-2x05-2x06 (2024)
- The Bondsman – serie TV, episodi 1x01-1x02 (2025)

### Produttrice esecutiva
- Empire – serie TV, 97 episodi (2015-2020)
- La Ruota del Tempo (The Wheel of Time) – serie TV, 8 episodi (2023)